# Tour de França de 1928
El Tour de França de 1928 fou la vint-i-dosena edició del Tour de França i es disputà entre el 17 de juny i el 15 de juliol de 1928, sobre un recorregut de 5.476 km, distribuïts en 22 etapes. La cursa fou guanyada pel luxemburguès Nicolas Frantz (Alcyon–Dunlop), a una velocitat mitjana de 28,4 km/h, amb quasi una hora sobre el segon classificat, el francès André Leducq (Alcyon–Dunlop). Fins a 162 ciclistes van prendre la sortida, rècord de totes les edicions disputades fins aleshores.
Amb aquesta victòria Frantz aconsegueix el seu segon Tour consecutiu, dominant la cursa de cap a fi. Amb tot, a manca de tres dies per l'arribada a París, en l'etapa entre Metz i Charleville, va patir una avaria mecànica que l'obligà a recórrer els darrers 100 km en una bicicleta molt més petita. Tot i perdre 28 minuts a la línia d'arribada va conservar el mallot groc. L'equip Alcyon–Dunlop va demostrar la seva superioritat ocupant les tres primeres posicions en la classificació general i guanyant el trofeu al meu equip.
El director del Tour, Henri Desgrange, va permetre als equips reemplaçar els ciclistes exhausts o ferits per nous ciclistes, per donar més oportunitats als equips més febles, però el resultat va ser l'oposat, per la qual cosa la idea fou abandonada ràpidament.

## Canvis respecte a l'edició anterior
Al Tour de França de 1927 es va introduir el format de les contrarellotges per equip, en què els equips prenien la sortida separats per 15 minuts, per fer més competitives les etapes planes. Tot i que el resultat no fou satisfactori, la fórmula es va repetir el 1928, reduint la distància entre les sortides dels diferents equips a 10 minuts.
Aquest format era beneficiós pels equips més potents, de manera que l'organització del Tour es va inventar una nova norma, amb l'objectiu d'ajudar els equips febles: als equips se'ls permetria substituir els ciclistes en començar la 12a etapa, però aquests no serien vàlids per a la classificació general.
Una altra nova regla fou la introducció dels equips regionals. Els ciclistes foren separats en tres grups: hi havia 8 equips comercials, 9 equips regionals amb cinc ciclistes i els "touriste-routiers", sense equips.
En moltes edicions les etapes de muntanya, especialment als Pirineus, havien decidit la cursa. Per reduir la importància d'aquestes etapes, l'organització del Tour va decidir modificar el recorregut de la primera etapa de muntanya, invariable des de 1913. L'Aspin i el Pèira Sorda foren eliminats del recorregut.

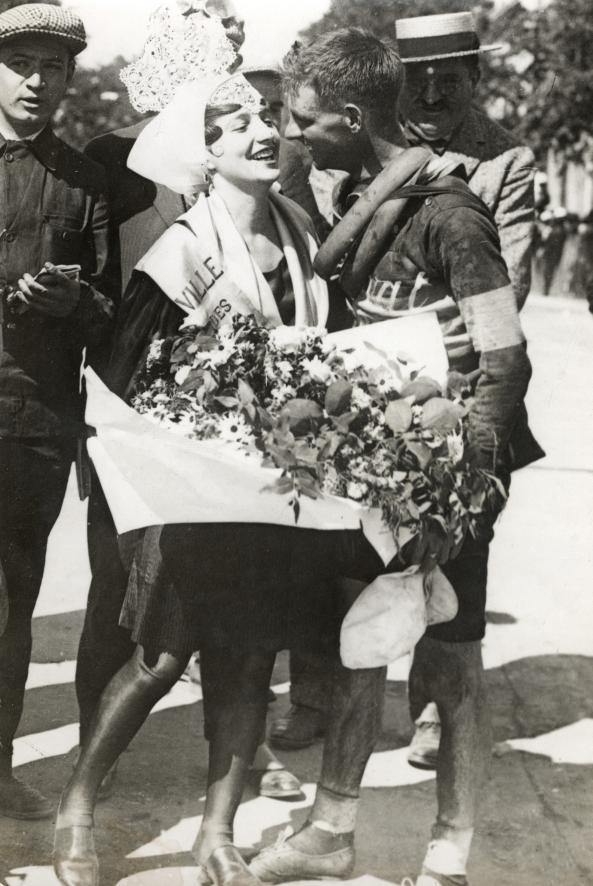
Petons i flors per a Hubert Opperman després de la 6a etapa.

## Participants
A diferència de les edicions de 1926 i 1927, en què cap ciclista espanyol hi va prendre part, en aquesta edició hi va prendre part el valencià Salvador Cardona, enrolat a les files de l'equip Elwish-Wolber. A banda, el català Marià Cañardo, aprofitant-se de la norma que permetia la substitució d'un ciclista a partir de la 12a etapa, va prendre la sortida a Marsella dins l'equip Fontan en substitució de Paul Lerme.
Fruit de la internacionalització i el ressò creixent del Tour hi va prendre part un equip australo-neozelandès, patrocinat per Ravat. L'equip estava liderat per Hubert Opperman, campió nacional australià en ruta diverses vegades. Aquest equip es va forjar gràcies després que el diari Melbourne Herald aconseguís enviar Opperman a córrer el Tour. El pla consistia a afegir sis ciclistes europeus amb experiència per a l'equip, però això no va ocórrer, i finalment foren tres australians i un neozelandès els que van disputar-lo.

## Recorregut
La principal novetat va ser la reducció de 24 a 22 etapes, amb un consegüent augment del quilometratge mitjà de les etapes, amb set etapes amb més de 300 quilòmetres, quan l'any anterior havien estat quatre.
Es tornà a recórrer tot el perímetre de França en el sentit contrari a les agulles del rellotge, tot i que se suavitzen les grans etapes de muntanya. Als pirinencs els ciclistes passen per l'Aubisca i el Tourmalet, però no pas per l'Aspin i el Pèira Sorda. Als Alps és l'Izoard el gran oblidat, però no pas el Galibier. Sols Hendaia acull una etapa per primera vegada.

## Desenvolupament de la cursa

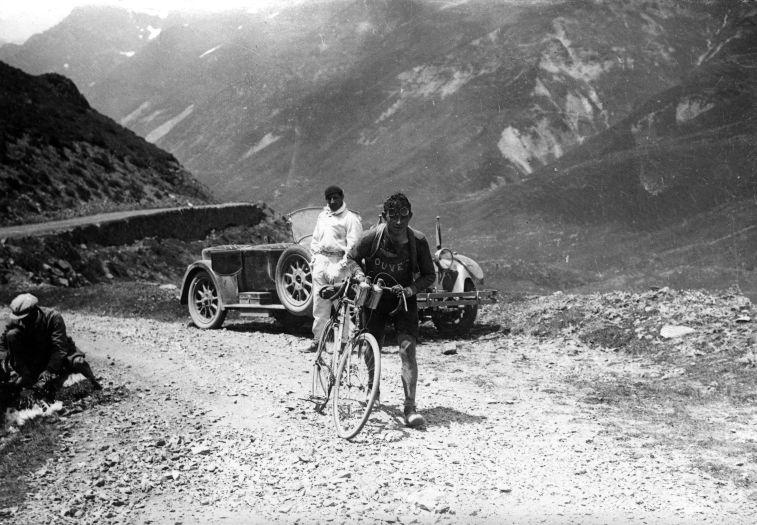
El belga Maurice Geldhof pujant a peu part de l'Aubisca.

En la primera etapa, una contrarellotge per equips com les vuit primeres etapes, l'equip Alcyon–Dunlop va ser el millor. Aquest equip Alcyon va guanyar cinc d'aquestes vuit etapes, mentre als "touriste-routiers" els era completament impossible competir amb els equips professionals. Nicolas Frantz, el vigent campió del Tour, va creuar la línia de meta d'aquesta primera etapa en primera posició, passant a liderar la classificació general. Després de les vuit primeres etapes Frantz liderava la cursa, seguit pel seu company d'equip Maurice de Waele a 1' 39" i Julien Vervaecke, de l'equip d'Armor, a 2' 15".
En la novena etapa, amb final a Luishon, arribaren les primeres grans dificultats muntanyoses del Tour. En aquesta ocasió s'havien eliminat l'Aspin i el Pèira Sorda, per no fer l'etapa tan dura, però tal com havia passat en l'any anterior la cursa va quedar sentenciada en favor de Frantz. A diferència de 1927, l'etapa no va ser guanyada per Frantz, sinó per Victor Fontan, que es trobava a més d'una hora i mitja en la classificació general, i al qual se li va permetre l'escapada. En acabar l'etapa Frantz liderava la general amb més de 40 minuts respecte a l'immediat perseguidor, Maurice de Waele. En la desena etapa Leducq, Frantz i De Waele, companys a l'equip Alcyon–Dunlop, arribaren escapats a Perpinyà, passant a ocupar les tres primeres places de la general.
Amb l'arribada de les etapes alpines Frantz va augmentar el seu avantatge fins a una i quart respecte al segon classificat. Per la seva banda Leducq passava a ocupar la segona posició, en detriment de Dewaele, que passava a la tercera posició, en acabar la tretzena etapa.
En la dinovena etapa Frantz va trencar el quadre de la bicicleta en passar sobre una via de tren. Al seu patrocinador, la casa de bicicletes Alcyon, no li agradà la mala publicitat que suposà el fet, i va voler que Frantz anés a un concessionari de la casa Alcyon per rebre una bicicleta nova. El director de l'equip no estava d'acord amb aquesta idea, ja que podia suposar una important pèrdua de temps, i fins i tot la pèrdua del Tour de França. Segons algunes fonts, van trobar una botiga de bicicletes en què només tenien una bicicleta, però era de dona i de mida més petita. Amb tot van decidir agafar-la. Altres fonts indiquen que quan estaven decidir què fer, Frantz va veure un noi amb una bicicleta, i el va convèncer perquè se la donés. Frantz va fer amb aquesta bicicleta els darrers 100 quilòmetres d'etapa a 27 km/h, mentre que el vencedor de l'etapa els havia fet a 34 km/h. Com a resultat va perdre mitja hora, però conservava el liderat.
En la vint-i-unena etapa Antonin Magne i Francis Bouillet arribaren escapats a meta, sent Bouillet el més ràpid a l'esprint. Això fou un problema per a l'organització del Tour, ja que Bouillet havia abandonat la cursa en la novena etapa, però en la dotzena s'havia acollit a la possibilitat de substituir a un altre ciclista. Això feia que no fos tingut en la classificació general i que tampoc pogués ser el guanyador d'etapa. L'organització va resoldre el problema donant a Bouillet el millor temps i proclamant-lo vencedor moral de l'etapa, i convertint a Magne en el guanyador oficial de l'etapa.
Finalment Frantz va ser el guanyador el Tour amb 50' 07" sobre André Leducq i 56' 16" sobre Maurice de Waele. Salvador Cardona acabà en quinzena posició, la millor aconseguida fins aleshores per un ciclista espanyol.

## Resultats
En les etapes de la 1 a la 8 i de la 15 a la 21, els ciclistes començaven l'etapa agrupats per equips, amb 10 minuts de diferència entre cadascun d'ells, sent els touriste-routiers els darrers en prendre la sortida. El ciclista que arribava a la meta més ràpid era el guanyador de l'etapa. En les altres etapes tots els ciclistes prenien la sortida simultàniament. Els diferents temps de cada etapa eren sumats per aconseguir la classificació general, guanyada pel ciclista amb menor temps acumulat.

### Etapes
Nicolas Frantz lidera la cursa de cap a fi. Des de la introducció del mallot groc el 1919 això sols ha passat el 1924, 1928 i 1935. Com a vencedor de l'edició precedent, Frantz també vestí el mallot groc durant la primera etapa, cosa que el converteix en l'únic ciclista en vestir el mallot groc durant tot un Tour de França.
| Etapa | Data         | Recorregut                    | Km  | Vencedor d'etapa                      | Líder de la general  |
| ----- | ------------ | ----------------------------- | --- | ------------------------------------- | -------------------- |
| 1     | 17 de juny   | París – Caen                  | 207 | Nicolas Frantz (LUX) (Alcyon–Dunlop)  | Nicolas Frantz (LUX) |
| 2     | 18 de juny   | Caen – Cherbourg              | 140 | André Leducq (FRA) (Alcyon–Dunlop)    | Nicolas Frantz (LUX) |
| 3     | 19 de juny   | Cherbourg – Dinan             | 199 | Gaston Rebry (BEL) (Alcyon–Dunlop)    | Nicolas Frantz (LUX) |
| 4     | 20 de juny   | Dinan – Brest                 | 206 | Pé Verhaegen (BEL) (J.B. Louvet)      | Nicolas Frantz (LUX) |
| 5     | 21 de juny   | Brest – Gwened                | 208 | Marcel Bidot (FRA) (Alleluia–Wolber)  | Nicolas Frantz (LUX) |
| 6     | 22 de juny   | Gwened – Les Sables d'Olonne  | 204 | Nicolas Frantz (LUX) (Alcyon–Dunlop)  | Nicolas Frantz (LUX) |
| 7     | 23 de juny   | Les Sables d'Olonne – Bordeus | 285 | Victor Fontan (FRA) (Elvish–Wolber)   | Nicolas Frantz (LUX) |
| 8     | 24 de juny   | Bordeus – Hendaia             | 225 | Maurice Dewaele (BEL) (Alcyon–Dunlop) | Nicolas Frantz (LUX) |
| 9     | 26 de juny   | Hendaia – Luishon             | 387 | Victor Fontan (FRA)                   | Nicolas Frantz (LUX) |
| 10    | 28 de juny   | Luishon – Perpinyà            | 323 | André Leducq (FRA)                    | Nicolas Frantz (LUX) |
| 11    | 30 de juny   | Perpinyà – Marsella           | 363 | André Leducq (FRA)                    | Nicolas Frantz (LUX) |
| 12    | 2 de juliol  | Marsella – Niça               | 330 | Nicolas Frantz (LUX)                  | Nicolas Frantz (LUX) |
| 13    | 4 de juliol  | Niça – Grenoble               | 333 | Antonin Magne (FRA)                   | Nicolas Frantz (LUX) |
| 14    | 6 de juliol  | Grenoble – Evian              | 329 | Julien Moineau (FRA)                  | Nicolas Frantz (LUX) |
| 15    | 8 de juliol  | Evian – Pontarlier            | 213 | Pierre Magne (FRA) (Alleluia–Wolber)  | Nicolas Frantz (LUX) |
| 16    | 9 de juliol  | Pontarlier – Belfort          | 119 | André Leducq (FRA) (Alcyon–Dunlop)    | Nicolas Frantz (LUX) |
| 17    | 10 de juliol | Belfort – Estrasburg          | 145 | Joseph Mauclair (FRA) (Armor–Dunlop)  | Nicolas Frantz (LUX) |
| 18    | 11 de juliol | Estrasburg – Metz             | 165 | Nicolas Frantz (LUX) (Alcyon–Dunlop)  | Nicolas Frantz (LUX) |
| 19    | 12 de juliol | Metz – Charleville            | 159 | Marcel Huot (FRA) (Alleluia–Wolber)   | Nicolas Frantz (LUX) |
| 20    | 13 de juliol | Charleville – Malo-les-Bains  | 271 | Maurice Dewaele (BEL) (Alcyon–Dunlop) | Nicolas Frantz (LUX) |
| 21    | 14 de juliol | Malo-les-Bains – Dieppe       | 234 | Antonin Magne (FRA) (Alleluia–Wolber) | Nicolas Frantz (LUX) |
| 22    | 15 de juliol | Dieppe – París                | 331 | Nicolas Frantz (LUX)                  | Nicolas Frantz (LUX) |

### Classificació final

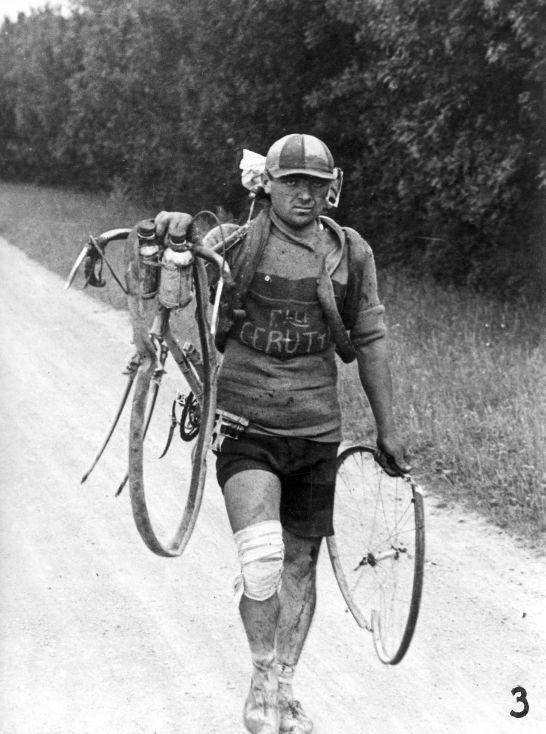
L'italià Giusto Cerutti amb una roda trencada després d'una caiguda. D'acord amb les normes del moment no se li permet acceptar ajuda.

L'equip Alcyon acapara les tres posicions de podi, una situació que no s'ha tornat a repetir.
| Classificació General | Classificació General  | Classificació General | Classificació General | Classificació General |
| Pos.                  | Ciclista               | Patrocinador          | Temps                 |                       |
| --------------------- | ---------------------- | --------------------- | --------------------- | --------------------- |
| 1                     | Nicolas Frantz (LUX)   | Alcyon–Dunlop         | 192h 48' 58"          |                       |
| 2                     | André Leducq (FRA)     | Alcyon–Dunlop         | + 50' 07"             |                       |
| 3                     | Maurice de Waele (BEL) | Alcyon–Dunlop         | + 56' 16"             |                       |
| 4                     | Jan Mertens (BEL)      | Thomann–Dunlop        | + 1h 19' 18"          |                       |
| 5                     | Julien Vervaecke (BEL) | Armor–Dunlop          | + 1h 53' 32"          |                       |
| 6                     | Antonin Magne (FRA)    | Alleluia–Wolber       | + 2h 14' 02"          |                       |
| 7                     | Victor Fontan (FRA)    | Elvish–Wolber         | + 5h 07' 47"          |                       |
| 8                     | Marcel Bidot (FRA)     | Alleluia–Wolber       | + 5h 18' 28"          |                       |
| 9                     | Marcel Huot (FRA)      | Alleluia–Wolber       | + 5h 37' 33"          |                       |
| 10                    | Pierre Magne (FRA)     | Alleluia–Wolber       | + 5h 41' 20"          |                       |

### Altres classificacions
El diari organitzador de la cursa, L'Auto anomenà Victor Fontan el meilleur grimpeur, el millor escalador. Aquest títol no oficial és el predecessor de la classificació de la muntanya.
També es va donar un premi al millor equip. Aquest fou guanyat per l'Alcyon–Dunlop, mentre l'equip de la Xampanya va guanyar el premi a millor equip regional. Aquest premi per equips és diferent del que es va donar a partir de 1930.

## A posteriori
El mètode d'introduir contrarellotges per equips no donà el resultat esperat. El 1929 sols fou emprat en tres etapes, mentre el 1930 va desaparèixer del programa. La norma de substituir ciclistes ja no es va aplicar l'any següent.
Alguns ciclistes s'havien unit en equips regionals, cosa que va ser considerat un èxit, i el 1930 el sistema evolucionaria cap a selecció nacional, on els ciclistes s'unien en equips nacionals o regionals.